# Armadillidium marinensium
Armadillidium marinensium là một loài chân đều trong họ Armadillidiidae. Loài này được Verhoeff miêu tả khoa học năm 1928.